# بشير غيني
بشير غيني (الاسم العلمي: Polypterus ansorgii) (بالإنجليزية: Guinean bichir)‏ هي نوع من الأسماك تتبع جنس كثيرة الزعانف من فصيلة كثيرات الزعانف.